# Carla Meninsky
Carla Meninsky ist eine US-amerikanische Computerspieledesignerin, Programmiererin und Rechtsanwältin. Zusammen mit Carol Shaw war sie eine von zwei Ingenieurinnen bei Atari, Inc., die Videospielkassetten entwickelten. 

## Leben und Werk
Meninsky lernte Programmieren in Fortran an der High School und studierte an der Stanford University Mathematik und Psychologie, wo sie 1977 ihren Bachelorabschluss erwarb. 1979 entwarf und programmierte sie als Spieleentwicklerin bei Atari in New York Spiele und entwickelte 1980 Dodge ’Em und 1982 Warlords. Sie gehörte zu dem Team, das Star Raiders für den Atari 2600 kreierte. Danach arbeitete sie für Activision, Cadlink, Wei Tek und Sun Microsystems und entwickelte Tools für High-End-Computergrafiken, die sich mit Beleuchtung, Texturen, Oberflächen, 3D-Rendering und 3D-Effekten befassten. Später wechselte sie zum Entwurf von Hardwarearchitekturen und gründete 1995 ihr eigenes Unternehmen. Nach einem Karrierewechsel beendete sie 2004 das Jurastudium an der George Washington University Law School und ist seitdem als Rechtsanwältin tätig. Sie ist Senior Vice President und Assistant General Counsel bei der Bank of America, wo sie sich auf Vertragsstreitigkeiten, Geschäftsgeheimnisse, Betrug sowie Finanzrecht spezialisiert hat. Sie gibt Kurse zum internationalen Finanzrecht an der London School of Economics.

## Spiele (Auswahl)
- 1978: Indy 500 (Programmiererin)
- 1981: Warlords (Programmiererin)
- 1983: Tempest, (Atari-2600-Version) (Programmiererin)

## Veröffentlichungen
- Locked Out: The New Hazards of Reverse Engineering. In: The John Marshall Journal of Computer & Information Law. Band 21, Nr. 4, Sommer 2003.